# Callicebus pallescens
Callicebus pallescens е вид бозайник от семейство Сакови (Pitheciidae).

## Разпространение
Видът е разпространен в Боливия, Бразилия и Парагвай.